# Siebel Fh 104
Siebel Fh 104 Hallore — разработанный немецкой фирмой Siebel двухмоторный транспортный самолёт, выпускавшийся перед Второй мировой войны и во время неё, также в транспортном и учебном вариантах. Применялся в ВВС нескольких стран.

## История
В 1934 году компания Klemm построила новый завод в Галле, на котором планировалось освоить производство цельнометаллических самолётов. На этом заводе под руководством Фридриха Фехера были завершены конструкторские работы над новым двухмоторным Klemm Kl 104 (позже переименован в Fh 104). Годом позже он участвует в конкурсе Министерства авиации Германии (RLM) на создание лёгкого коммерческого самолёта, способного перевозить 5 пассажиров.
Прототип этого самолёта (D-IQPG, по другим данным D–IEHR), управляемый шеф-пилотом компании Вольфгангом Цизе, совершил свой первый полёт 25 февраля 1937 года.
У самолёта была смешанная конструкция: металлический фюзеляж и покрытые фанерой крылья. Шасси убирающиеся в нижнюю часть мотогондол, с гидравлическим приводом. Двигатели — 270-сильные Hirth HM 508C. Название «Hallore» означало "из Галле". В августе 1937 года завод перешёл в управление Фрица Зибеля.
Прототип Fh 104 в июле 1938 года принял участие и выиграл 3-е ралли Avio Raduno del Littorio в Италии. Эти самолёты также участвовали в международных авиагонках во Франкфурте-на-Майне в 1938-м и 1939-м годах, где заняли призовые места.
В сентябре того же 1938 года пилот Цизе за 21 час облетел 12 стран и преодолел маршрут в 6 200 км. В марте 1939 года экипаж из пилотов Вильгельма Бальтазара, Рольфа Кальдрака и механика Анхойзера на Fh 104 совершил перелёт в Кейптаун.
По результатам испытаний, на третьем прототипе были установлены более мощные двигатели Hirth HM 508D, мощностью 280 л.с. (206 кВт). Этот прототип стал эталонным самолётом для серийного производства, начатого в 1939 году. Всего было выпущено 46 Siebel Fh 104 Hallore, сериями в 11 и 35 машин, соответственно.

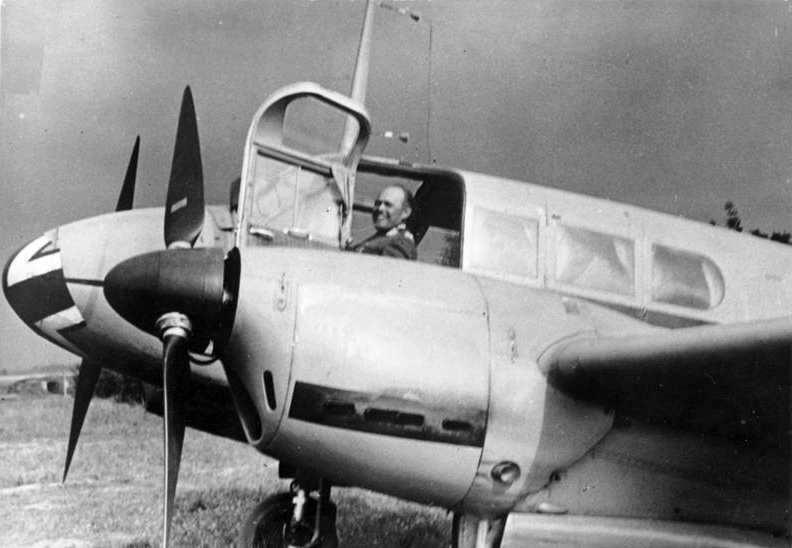
Альберт Кессельринг за штурвалом личного самолёта

Не менее 15 машин получили гражданскую регистрацию,с началом Второй мировой войны часть их была реквизирована. Самолёт использовался в Люфтваффе как личный транспорт высших офицеров и чиновников, в частности, Адольф Галланд (DT+CL), Альберт Кессельринг (на снимке), Эрнст Удет и Фриц Тодт (борт D-IMCH). Кроме того, он применялся для как связной и учебный.
Проект Fh 104 послужил основой для создания более крупного Siebel Si 204.
После Второй мировой войны машины, оставшиеся в Чехословакии, были переименованы в C-30, позже в D-54 и также использовались в учебных и транспортных целях.

## Тактико-технические характеристики (Fh 104A)

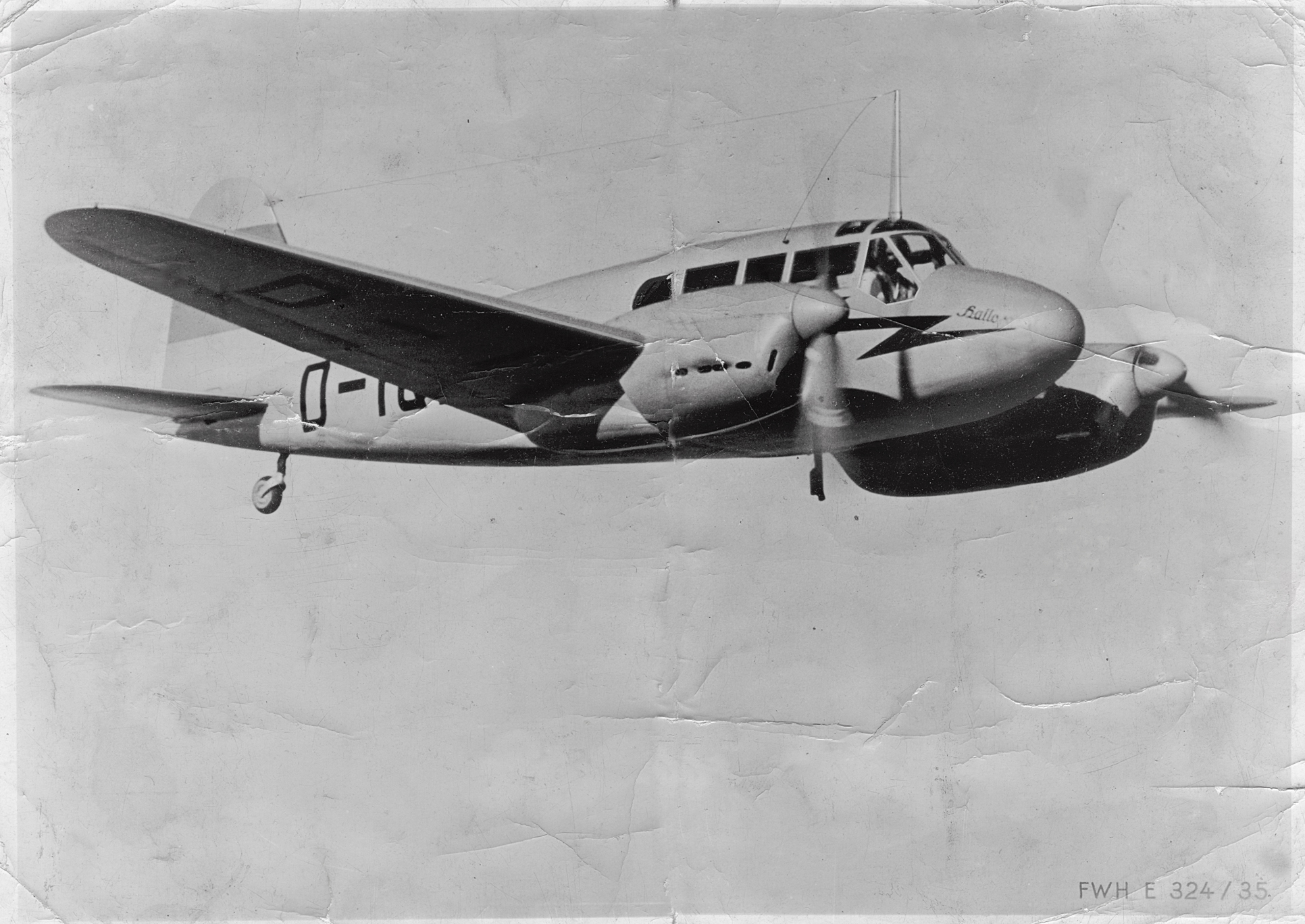
Fh 104 в полёте

Источник данных: "Уголок неба", German Aircraft of the Second World War , , Jane's All the World's Aircraft 1938

Технические характеристики
- Экипаж: 1 или 2 пилота
- Пассажировместимость: до 5 человек
- Грузоподъёмность: кг
- Длина: 9,5 м
- Размах крыла: 12,06 м
- Высота: 2,58 м
- Площадь крыла: 22,3 м?
- Масса пустого: 1 440 кг
- Максимальная взлётная масса: 2 250 кг
- Масса топлива во внутренних баках: 320 л + 25 л. масла
- Силовая установка: 2 × воздушных Hirth HM 508D
- Мощность двигателей: 2 × 280 л.с. (2 × 210 кВт)
- Воздушный винт: двухлопастные ВИШ
- Диаметр винта: 2,35

Лётные характеристики
- Максимальная скорость: 350 км/ч
- Крейсерская скорость: 300 км/ч
- Практическая дальность: 920 км (на 2500 м)
- Практический потолок: 6 600 м (1600 на одном моторе)
- Скороподъёмность: 9,8 м/сек

## Операторы
Германия
- Люфтваффе

 Словацкая республика (1939—1945)
- ВВС Словакии

 Чехословакия
- ВВС Чехословакии (после войны)

## Самолёт в массовой культуре

### В сувенирной и игровой индустрии
Известны модели самолёта, выпускаемые следующими фирмами:
- Pavla Models #72062 Siebel Fh 104 Hallore [7] 1:72, с опознавательными знаками Люфтваффе, ВВС Чехословакии и SNB (с 1998 года), также несколько перепаковок середины 2000-х годов.
- Master-X #MX4846 Fh 104 с прицепным (!) баком, 1:48 [8]